# Avenida Brasil
Avenida Brasil är en brasiliansk såpopera (från åren 2012).

## Rollista
- Débora Falabella - Nina García Hernández/Rita Fonseca de Souza
- Adriana Esteves - Carminha (Carmem Lúcia Moreira de Araújo)
- Murilo Benício - Tufão (Jorge Araújo)
- Cauã Reymond  - Jorginho (Jorge de Souza Araújo)
- Nathalia Dill	- Débora Magalhães Queirós
- Eliane Giardini - Muricy Araújo
- Marcos Caruso - Leleco Araújo
- Alexandre Borges - Cadinho (Carlos Eduardo de Souza Queirós)
- Débora Bloch - Vêronica Magalhães Queirós
- Camila Morgado - Noêmia Buarque
- Carolina Ferraz - Alexia Bragança
- Vera Holtz - Lucinda
- José de Abreu - Nilo
- Marcello Novaes - Max (Maxwell Oliveira)
- Heloísa Perissé - Monalisa Barbosa
- Ailton Graça - Paulo Silas
- Caroline Abras - Begônia Garcia
- Bianca Comparato - Betânia
- Letícia Isnard - Ivana Araújo
- Ísis Valverde - Suelen
- Fabíula Nascimento - Olenka Cabral
- Otávio Augusto - Diógenes
- Paula Burlamaqui - Dolores Neiva (Soninha Catatau)
- Débora Nascimento - Tessália
- Juliano Cazarré - Adauto
- Thiago Martins - Leandro
- Bruno Gissoni - Iran Barbosa
- Ronny Kriwat - Tomás Buarque
- Luana Martau - Beverly
- Daniel Rocha Azevedo - Roniquito "Roni"
- José Loreto - Darkson
- Ana Karolina Lannes - Ágatha Moreira Araújo
- Cacau Protásio - Zezé
- Cláudia Missura - Janaína
- Tony Ramos - Genésio Fonseca Souza
- Mel Maia - Rita Fonseca de Souza (criança)